# Větrný mlýn (Starý Poddvorov)
Větrný mlýn německého (sloupového, beraního) typu se nachází v obci Starý Poddvorov, okres Hodonín. Byl zapsán do Ústředního seznamu kulturních památek ČR. Dřevěný větrný mlýn stojí v nadmořské výšce 225 m na bezlesém návrší Na Zahájkách mezi vinohrady a poli severozápadně od obce.

## Historie
Větrný mlýn byl postaven v roce 1870 v Mutěnicích, odkud byl přenesen v roce 1876 do Týnce u Břeclavi a asi o deset let později do Starého Poddvorova. V roce 1890 ho převrátila a poškodila vichřice. Mlýn byl funkční do roku 1941 a po druhé světové válce ještě do roku 1949. V období 1969–1970 byla provedena generální oprava. V roce 1982 zanedbanému mlýnu upadla křídla. V roce 1999 se stal majetkem obce, která v letech 2002–2003 provedla rozsáhlou generální opravu. Oprava ve výši dvou miliónů korun byla zčásti hrazena z fondu Phare CBC. Po opravě byl větrný mlýn zpřístupněn veřejnosti.

## Popis
Větrný mlýn je dvoupatrová dřevěná stavba na půdorysu 4,6×4,3 m a výšce 9,2 m. Zdroj uvádí 3×3 m a výšku 7 m. Do středu rovnoramenného kříže na plochých kamenech je začepován nosný trám podepřený čtyřmi dubovými vzpěrami. Na tuto nepohyblivou část je zavěšena kostra mlýna, která je bedněna přelištovanými svislými prkny. Střecha je sedlová, na návětrné straně polovalbová, na závětrné straně valbová. V zadní stěně je přístup schodištěm na čtvercovou pavláčku a do vysunuté šalandy s pultovou střechou. Větrné kolo má čtyři lopatky, průměr větrného kola asi 13 m.
Ve mlýně jsou dvě mlýnská složení poháněná dvoustupňovým náhonem.